# Talking Heads
Talking Heads war eine US-amerikanische Band, die 1975 in New York City gegründet wurde und bis 1991 bestand. Die Band wird zu den bekanntesten und erfolgreichsten Vertretern der amerikanischen Post-Punk- und New-Wave-Szene der 1980er Jahre gezählt, ihr Stil war auch von Pop, Funk und Weltmusik geprägt.

## Bandgeschichte

### Anfänge 1975–1977

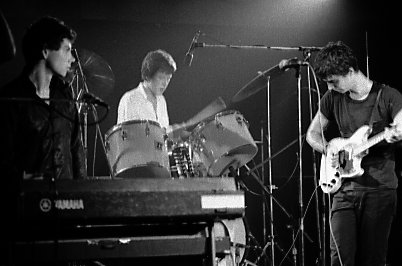
Talking Heads in Toronto (1978)

Die Kunststudenten David Byrne, Tina Weymouth und Chris Frantz lernten sich Mitte der 1970er Jahre auf der Rhode Island School of Design kennen. Byrne und Frantz entdeckten ein gemeinsames Interesse an Musik und gründeten die wenig erfolgreiche Band The Artistics. Byrne brach jedoch 1974 sein Studium ab und zog nach New York. Frantz und Weymouth folgten ihm wenig später.
Inspiriert von der Musikszene im Umfeld des Musik-Clubs CBGB in der Lower East Side Manhattans gründeten sie die Talking Heads. Der Name der Band entspringt dem TV-Politformat Talking Heads, das Fernsehbilder von Journalisten zeigt, deren Unterkörper nicht zu erkennen sind: man sieht nur sprechende Köpfe. Ihren ersten Auftritt hatten sie im Vorprogramm der Ramones. Die drei traten mit anderen Bands der Punk- und New-Wave-Bewegung wie Blondie auf.
Schon während dieser Zeit unterschieden sie sich auffallend vom Erscheinungsbild anderer Punk- und New-Wave-Bands. So verzichteten sie zunächst auf Styling und kleideten sich unprätentiös im Stile durchschnittlicher College-Studenten. Ebenso wenig trugen sie die Attitüde der aggressiven, jugendlichen Rebellen zur Schau. In der Besetzung als Trio nahmen sie 1975 einige Demoaufnahmen in den CBS-Studios auf, darunter schon viele Stücke, die später auf ihrem Debütalbum erscheinen sollten. Im Jahr 1977 schließlich erweiterten sie ihre Besetzung um den damaligen Architekturstudenten Jerry Harrison, der bereits bei Jonathan Richmans Band The Modern Lovers gespielt hatte.
Die frühe Musik der Talking Heads ist geprägt von einfachen Figuren und Rhythmen, die jedoch oft gebrochen werden und so oft sehr unruhig wirken. Ihre Musik ist auf ein einfaches Gerüst reduziert und sparsam mit Gitarre, E-Bass, Schlagzeug und gelegentlichen Keyboard-Einwürfen instrumentiert. Die jeweiligen Songs werden zwar raffiniert, aber schnörkellos und einprägsam auf den Punkt gebracht. Zusammen mit dem nervös, hektisch und überspannt wirkenden Gesang David Byrnes ergibt sich eine lebhafte, aber auch irritierende Musik. Direkte musikalische Vorbilder sind nur schwer zu benennen. Mit ihrer Vorliebe, in scheinbar naiver Weise Songs über vermeintlich banale Themen zu schreiben, lässt sich ein Einfluss von Jonathan Richman erkennen. Bereits in frühen Aufnahmen der Talking Heads ist der Einfluss traditioneller Musikstile wie etwa Rhythm and Blues und Country-Musik zu hören, wenngleich diese oft in ironisch gebrochener Form auftreten.
Im Jahr 1977 veröffentlichten die Talking Heads ihr schlicht 77 betiteltes Debütalbum. Bemerkenswert sind bereits hier die Themen der meist von Byrne geschriebenen Songs: Oft singt er von scheinbar banalen Allerweltsthemen wie Gebäuden, Erziehung oder Essen. Dies geschieht aber immer auf eine distanzierte Art, bei der meist nicht zu erkennen ist, ob die Person David Byrne mit dem Ich-Erzähler der Songs identisch ist oder ob er lediglich in eine Rolle schlüpft. Die Bedeutung der Songs bleibt daher oft unscharf oder ergibt sich erst aus dem Blickwinkel des jeweiligen Hörers. Im Song Don’t Worry About The Government zeichnet Byrne das Bild eines sorgenfreien, idyllischen Lebens, wie es scheinbar der Lebenswirklichkeit des Sängers entspricht. Die Melodie des Liedes erinnert an ein Kinderlied. Im Stück Psycho Killer schlüpft Byrne jedoch in die Rolle eines offensichtlich geistig verwirrten, möglicherweise schizophrenen Mannes, der mitten im Song unvermittelt vom Englischen ins Französische fällt. Diese doppelbödige Haltung sollte über Jahre für viele Songs der Talking Heads prägend bleiben. Sie gewinnen dadurch einen ausgesprochen vielschichtigen Charakter. Auch in späteren Songs ist die Grundstimmung einer gewissen Entfremdung von der Welt und sich selbst und der Frage nach der eigenen Identität ein immer wiederkehrendes Thema.
Die erste LP der Talking Heads wurde zwar von der Kritik gelobt, war aber nur ein bescheidener Publikumserfolg. Die Band blieb vorerst ein Insider-Tipp.

### Mit Brian Eno 1978–1980

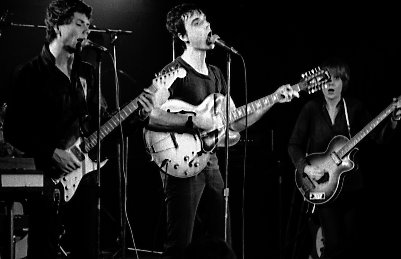
Live in Toronto (1978)

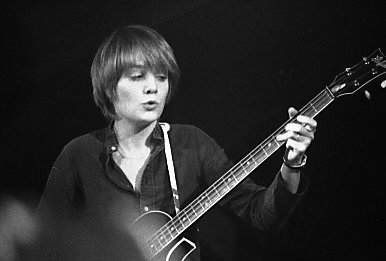
Tina Weymouth (1978)

Den Themen ihrer Songs entsprechend betitelten die Talking Heads ihr 1978 erschienenes zweites Album konsequenterweise More Songs About Buildings and Food. Mit diesem Album begann auch eine Zusammenarbeit mit dem britischen Produzenten Brian Eno. Die Platte knüpft sowohl musikalisch als auch textlich an 77 an. Sie ist aber deutlich aufwendiger instrumentiert und produziert. Auch deutet sich hier bereits ein Interesse der Talking Heads an afroamerikanischer Musik, vor allem Funk, an. Die auf dem Album enthaltene Cover-Version des Al-Green-Stücks Take Me to the River wurde ein kleiner Hit. In dem im Country-Stil gehaltenen Stück The Big Country nimmt David Byrne die Rolle eines Beobachters ein, der die „heile Welt“ der „einfachen Leute“ Amerikas beschreibt, jedoch – ohne dies in irgendeiner Weise zu begründen – für sich selbst das Fazit zieht: „Ich würde dort nicht leben wollen, selbst wenn man mich dafür bezahlte!“ („I wouldn’t live there if they paid me!“)
Auf dem nachfolgenden Album Fear of Music aus dem Jahr 1979 treten die Einflüsse der Black Music offen zutage. Die Musik wird fast durchgehend von einem dominierenden Funkrhythmus getragen, die Intensität deutlich gesteigert. Insgesamt wird das musikalische Spektrum erweitert und reicht von den fast afrikanisch anmutenden Rhythmen des Stückes I Zimbra – der Vertonung des Lautgedichtes Gadji beri bimba des Dadaisten Hugo Ball – über hektische Funkstücke (Memories Can’t Wait) bis zu – vordergründig betrachtet – verträumten Balladen (Heaven). Die Stücke tragen meist lakonische Titel wie Mind, Cities, Paper oder Air. Besonders deutlich wird Enos Einfluss auf Drugs.
Die Themen Entfremdung und Orientierungslosigkeit werden auch auf Fear of Music präsentiert. Allerdings werden sie nicht in Form einer schwülstigen „Weltschmerzlyrik“ verarbeitet, sondern aus einem distanziert ironischen Blickwinkel dargestellt, etwa mit Zeilen wie „I changed my hairstyle so many times now / I don’t know what I look like“ („Ich habe meine Frisur jetzt so oft verändert / ich weiß nicht wie ich aussehe“) aus dem Stück Life During Wartime.
Mit dem 1980 veröffentlichten Album Remain in Light verdichteten die Talking Heads ihre Musik noch weiter. Die Besetzung wurde um zahlreiche Musiker und mehrere Background-Sängerinnen erweitert. Einflüsse afrikanischer Musik, vor allem des Afrobeat von Fela Kuti, treten offen in Erscheinung. Die Musik wird mit einem Teppich von Perkussion unterlegt, über dem sich ein hochkomplexes Gewebe aus verschiedenen Instrumentalstimmen entfaltet. Das Ergebnis ist ein dichter und vibrierender Wall of Sound, in dem die eigentliche Struktur der Songs zugunsten eines intensiven Gesamtklanges in den Hintergrund rückt. Auch der Gitarrensound von Gastgitarrist Adrian Belew (einem späteren Bandmitglied der Gruppe King Crimson) verleiht dem Talking-Heads-Sound neue, psychedelische Nuancen. Die Texte David Byrnes sind auf dieser Platte eher kryptisch und entziehen sich noch mehr als zuvor einer eindeutigen Interpretation. Aber auch hier erzeugt Byrne durch teilweise paradoxe Texte die Stimmung der Orientierungslosigkeit. Exemplarisch hierfür ist das Stück Once in a Lifetime mit Zeilen wie „You may find yourself living in a shotgun shack / And you may find yourself in another part of the world / (…) / And you may ask yourself – Well … how did I get here?“
Remain in Light gilt heute vielen als ein musikalischer Meilenstein der 1980er Jahre, der viele Nachahmer gefunden hat. Zunehmend kam es jedoch zu Spannungen innerhalb der Band: Der Einfluss Brian Enos, der auf Remain in Light als Co-Autor einiger Songs aufgeführt wird, und dessen enges Verhältnis zu David Byrne wurde von den anderen Bandmitgliedern zunehmend mit Argwohn betrachtet.
Nach Remain in Light veröffentlichten die Talking Heads eine Doppel-LP mit Liveaufnahmen aus den Jahren 1977 bis 1980, die einen lebhaften Abriss der Bandgeschichte bis zu diesem Zeitpunkt bietet. Danach legte die Band eine Pause ein, während der die einzelnen Mitglieder sich eigenen Projekten außerhalb der Band widmeten. David Byrne nahm unter anderem mit Brian Eno das Album My Life in the Bush of Ghosts auf, Jerry Harrison veröffentlichte eine Solo-LP, und Tina Weymouth und Chris Frantz gründeten die Band Tom Tom Club und hatten einige kleinere Hits.

### Kommerzieller Durchbruch 1983 und 1984
Erst 1983 erschien mit Speaking in Tongues das nächste Studioalbum, das nicht mehr von Brian Eno produziert wurde. Es ist anders als sein Vorgänger transparenter und klarer produziert. Die Wall of Sound ist klar erkennbaren Strukturen gewichen. Die Musik wird von harten, tanzbaren Funkrhythmen dominiert. Der Titel der Platte bezieht sich auf die von David Byrne verfassten Texte der Songs. Er kombinierte hierbei collagenartig Worte oder Phrasen, die oft in keinerlei Sinnzusammenhang stehen. So ergibt sich der Eindruck, dass der Sänger „in Zungen“ spricht. Der Sinn vieler Songs bleibt dadurch unbestimmt und ist damit der Interpretation des Hörers überlassen. Die fast schon programmatisch zu nennende Zeile „Stop Making Sense“ aus dem Song Girlfriend Is Better sollte später sogar als Titel eines Konzertfilmes und einer Live-LP der Talking Heads dienen. Das Stück Burning Down the House von Speaking in Tongues war in Szene-Diskotheken ein Hit. Das Album ist neben seiner musikalischen Qualität auch aufgrund seines künstlerischen Covers bedeutend. Robert Rauschenberg setzte sich intensiv mit dem Konzept der Gestaltung auseinander und entwarf nicht einfach eine Plattenhülle für die Band, sondern gestaltete ein Druckkunstwerk, das direkt auf eine durchsichtige Vinylscheibe aufgebracht wurde und seine volle Wirkung erst bei Drehung der Scheibe entfaltete. Man nimmt an, dass die Schwierigkeiten bei der Produktion dieses Kunstwerks mit zu der langen Produktionszeit des Albums beitrugen. 50.000 Scheiben wurden mit diesem Originalkunstwerk bedruckt, alle weiteren Platten wurden mit einer von David Byrne angepassten, vereinfachten Version hergestellt.
Die Talking Heads waren bis dahin eine Band, die zwar von Kritikern hoch gelobt, aber von einem nur verhältnismäßig kleinen Teil des Publikums geschätzt wurde. Größere Hits und Verkaufszahlen hatte die Band bis 1984 jedoch nicht zu verbuchen. Erst der 1984 erschienene Konzertfilm Stop Making Sense unter der Regie von Jonathan Demme und der gleichnamige Soundtrack machten die Talking Heads schlagartig populär. Der Film ist eine lebhafte und mitreißende Dokumentation einer Reihe von Auftritten der Band. Es wird auf Backstage-Szenen, begleitende Interviews und sonstiges Beiwerk vollständig verzichtet, so dass der Zuschauer das Gefühl bekommt, eine sorgfältig choreografierte Performance unmittelbar mitzuerleben.
Großen Anteil daran hat nicht zuletzt David Byrnes ebenso charismatische wie irritierende Bühnenpräsenz. Auch die parallel erschienene Platte wurde ein kommerzieller Erfolg. Einige der darauf enthaltenen Aufnahmen, wie das von David Byrne solo, nur von einer akustischen Gitarre und einer billigen Rhythmusbox begleitete Psycho Killer, Once in a Lifetime und Life During Wartime wurden auf den Tanzflächen und auf Studentenpartys zu beliebten Hits – ein für Liveaufnahmen eher ungewöhnliches Phänomen —, denn diese „Balladen der Talking Heads geben uns wieder, was die Ballade ihrem ursprünglichen Sinne nach immer war: Ball, Tanz, Fest“. Bezeichnend für diese späte Anerkennung beim breiten Publikum ist, dass die Original-Studioaufnahmen dieser Songs zu diesem Zeitpunkt bereits mehrere Jahre alt waren – ohne dass sie damals zunächst Beachtung gefunden hätten. Das Stück Slippery People wurde für die berühmte Gospelgruppe The Staple Singers noch im gleichen Jahr ein Hit.
Die filmische Dokumentation ihrer Liveauftritte stellte gleichzeitig aber auch deren Ende dar: David Byrne verlor das Interesse an Konzerten, so dass es zu keinen weiteren öffentlichen Auftritten der Band mehr gekommen ist.

### Spätwerk 1985–1991
In den Augen vieler Fans und Kritiker hatten die Talking Heads hiermit ihren künstlerischen Zenit erreicht. Das folgende Album Little Creatures ist musikalisch deutlich näher am Pop-Mainstream der damaligen Zeit orientiert als frühere Alben der Band. Es fand beim breiten Publikum entsprechend größeren Zuspruch. Mit der Single Road to Nowhere verzeichneten die Talking Heads sogar ihren größten Chart-Erfolg.
Die Talking Heads veröffentlichten danach noch zwei weitere Studioalben, mit schwindendem Erfolg. True Stories (1986) enthält Songs des Soundtracks des gleichnamigen Filmes von David Byrne, jedoch – anders als im Film – von den Talking Heads eingespielt und gesungen. Stilistisch orientierte sich die LP an verschiedenen Formen von Americana, vor allem Country-Musik. Naked (1988) wurde in Frankreich mit Hilfe einer Reihe von Gastmusikern aufgenommen und zeigt lateinamerikanische und afrikanische Einflüsse. Kommerziell waren beide Alben erfolgreich.
Im Dezember 1991 erklärte David Byrne die Talking Heads ohne Rücksprache mit den übrigen Bandmitgliedern für aufgelöst. Dieser Umstand führte dazu, dass das Verhältnis von Chris Frantz, Jerry Harrison und Tina Weymouth einerseits und David Byrne andererseits empfindlich gestört wurde und sich die ehemaligen Bandmitglieder noch Jahre später mit gegenseitigen Vorwürfen überzogen. Frantz, Harrison und Weymouth, die fortan in der Band The Heads (eine Anspielung auf den Namen ihrer alten Gruppe) spielten und 1996 das – sowohl künstlerisch als auch kommerziell enttäuschende – Album No Talking Just Head veröffentlichten, hatten einen Rechtsstreit mit Byrne auszutragen, da dieser den Gebrauch des neuen Bandnamens untersagen lassen wollte. Darüber hinaus gab es auch Streitfälle über Tantiemenrechte. Byrne veröffentlicht seither Soloalben, Jerry Harrison arbeitet inzwischen als Produzent, das Ehepaar Frantz und Weymouth musiziert als Tom Tom Club. Anfang 2002 kam es noch einmal zu einer einmaligen Reunion der vier Musiker, als sie aus Anlass ihrer Aufnahme in die Rock and Roll Hall of Fame gemeinsam einige Songs spielten.
Anlässlich der Wiederaufführung des restaurierten Konzertfilms Stop Making Sense im Jahr 2023 fanden die vier früheren Bandmitglieder für Interviews wieder zusammen, schlossen eine Reunion jedoch aus.

## Erwähnenswertes

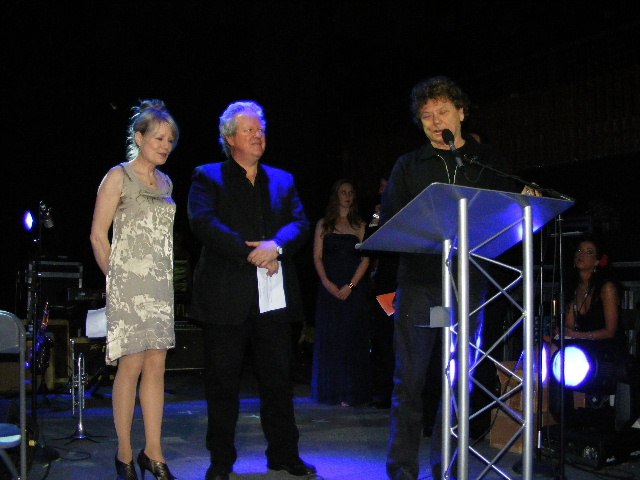
Tina Weymouth, Chris Frantz and Jerry Harrison (2010)

- Peter Gabriel coverte auf dem 2010 erschienenen Studioalbum mit dem Namen Scratch My Back[3][4] das Lied Listening Wind von den Talking Heads in einer orchestralen Fassung. David Byrne coverte daraufhin auf dem im Jahr 2013 erschienenen Kompilations-Album des Folgeprojektes And I’ll Scratch Yours[5][6] das Lied I Don’t Remember von Peter Gabriel. Eine Gothic-Rock-Fassung dieses Stückes brachten Girls Under Glass auf ihrem Album Humus (1991) heraus.
- Der Song Burning Down the House wurde 2000 von Tom Jones & The Cardigans gecovert. Ebenso wurde der Song in der letzten Folge der Sitcom Hör mal, wer da hämmert von den Gästen der Tool Time (auf Werkzeugen) gespielt.
- Vom Song Heaven gibt es Coverversionen der Brit-Soul-Band Simply Red und des Jazz-Sängers Jimmy Scott sowie von Joachim Witt (enthalten auf seinem Album Silberblick von 1980). Eric Burdon hat das Stück ebenfalls auf seinem 2004er Album My Secret Life gecovert. Auch die niederländische Popband Nits spielte einmal eine Coverversion dieses Stückes live auf ihrer Nest-Tour.
- Die US-amerikanische Band Phish spielte in den 1990er Jahren während eines Auftritts an Halloween einmal das komplette Album Remain in Light nach.
- Der Song Memories (Can’t Wait) wurde 1988 von der Crossover-Band Living Colour gecovert.
- Das Lied Radio Head vom 1986 veröffentlichten Album True Stories inspirierte die gleichnamige Band Radiohead zu ihrem Bandnamen.
- Songs von den Talking Heads gehören zum Soundtrack von über 50 Filmen und Serien.[7]
- 2002 wurde die Band in die Rock and Roll Hall of Fame aufgenommen.[8]
- In zwei Romanen des französischen Schriftstellers Philippe Djian, nämlich Erogene Zone (1984) und Betty Blue – 37,2 Grad am Morgen (1985, verfilmt von Jean-Jacques Beineix), taucht leitmotivisch der Talking-Heads-Song This Must Be the Place (Naive Melody) auf, der auch den italienischen Regisseur Paolo Sorrentino zum Titel seines Films Cheyenne – This Must Be the Place (2011, u. a. mit einem Auftritt von David Byrne sowie zahlreichen weiteren Verweisen auf die Band) inspirierte.
- Die Band The Fools parodierte 1980 mit Psycho Chicken das Lied Psycho Killer.
- Die Hip-House-Band KC Flightt nutzte für ihren Song Planet E aus dem Jahre 1989 Samples aus dem Song Once In a Lifetime. Im dazugehörigen Video tritt auch David Byrne auf.
- Der Rolling Stone listete die Band 2011 auf Rang 100 der 100 größten Musiker aller Zeiten.[9]
- Der Schauspieler Tom Hanks singt einige Zeilen des Liedes Once In a Lifetime in der Eröffnungsszene des Films Ein Hologramm für den König von Tom Tykwer aus dem Jahr 2016.[10]
- Über die Songs des dritten Albums schrieb Jonathan Lethem das Buch Talking Heads – Fear of Music. Ein Album anstelle meines Kopfes (2014).
- Aus Anlass des 50-jährigen Jubiläums des historisch bedeutsamen Auftritts der Talking Heads im Musikclub CBGB in New York als Vorgruppe von The Ramones am 5. Juni 1975 drehten die Talking Heads erstmals ein offizielles Musikvideo zu ihrem Song Psycho Killer, der sich auf dem Debütalbum Talking Heads: 77 von 1977 befindet. In dem Musikvideo von Regisseur Mike Mills spielt die Schauspielerin Saoirse Ronan die Hauptrolle als Frau, die man im Laufe eines gewöhnlichen Tages im Schlafzimmer, im Badezimmer beim Zähneputzen, im Büro und beim Autofahren sieht und die dabei verschiedene Gemütsverfassungen durchlebt.[11]

## Diskografie
Studioalben

| Jahr | Titel                               | Höchstplatzierung, Gesamtwochen, AuszeichnungChartplatzierungen (Jahr, Titel, Platzierungen, Wochen, Auszeichnungen, Anmerkungen) | Höchstplatzierung, Gesamtwochen, AuszeichnungChartplatzierungen (Jahr, Titel, Platzierungen, Wochen, Auszeichnungen, Anmerkungen) | Höchstplatzierung, Gesamtwochen, AuszeichnungChartplatzierungen (Jahr, Titel, Platzierungen, Wochen, Auszeichnungen, Anmerkungen) | Höchstplatzierung, Gesamtwochen, AuszeichnungChartplatzierungen (Jahr, Titel, Platzierungen, Wochen, Auszeichnungen, Anmerkungen) | Höchstplatzierung, Gesamtwochen, AuszeichnungChartplatzierungen (Jahr, Titel, Platzierungen, Wochen, Auszeichnungen, Anmerkungen) | Anmerkungen                                                                                     |
| Jahr | Titel                               | DE | AT | CH | UK | US | Anmerkungen                                                                                     |
| ---- | ----------------------------------- | --- | --- | --- | --- | --- | ----------------------------------------------------------------------------------------------- |
| 1977 | Talking Heads: 77                   | — | — | — | UK60 Silber · (1 Wo.)UK | US97 (29 Wo.)US | Erstveröffentlichung: 16. September 1977 Produzenten: Lance Quinn, Talking Heads, Tony Bongiovi |
| 1978 | More Songs About Buildings and Food | — | — | — | UK21 Gold · (3 Wo.)UK | US29 Gold · (42 Wo.)US | Erstveröffentlichung: 7. Juli 1978 Produzenten: Brian Eno, Talking Heads                        |
| 1979 | Fear of Music                       | — | — | — | UK33 Silber · (5 Wo.)UK | US21 Gold · (30 Wo.)US | Erstveröffentlichung: 3. August 1979 Produzenten: Brian Eno, Talking Heads                      |
| 1980 | Remain in Light                     | — | — | — | UK21 Gold · (17 Wo.)UK | US19 Gold · (27 Wo.)US | Erstveröffentlichung: 8. Oktober 1980 Produzent: Brian Eno                                      |
| 1983 | Speaking in Tongues                 | DE10 (14 Wo.)DE | AT20 (2 Wo.)AT | — | UK21 Silber · (12 Wo.)UK | US15 Platin · (51 Wo.)US | Erstveröffentlichung: 1. Juni 1983 Produzenten: Talking Heads                                   |
| 1985 | Little Creatures                    | DE9 Gold · (38 Wo.)DE | AT4 (24 Wo.)AT | CH12 (18 Wo.)CH | UK10 Gold · (65 Wo.)UK | US20 ×2Doppelplatin · (77 Wo.)US                                                                                                  | Erstveröffentlichung: 10. Juni 1985 Produzenten: Talking Heads                                  |
| 1986 | True Stories                        | DE13 (10 Wo.)DE | AT10 (8 Wo.)AT | CH11 (7 Wo.)CH | UK7 Gold · (9 Wo.)UK | US17 Gold · (29 Wo.)US | Erstveröffentlichung: 15. September 1986 Produzenten: Talking Heads                             |
| 1988 | Naked                               | DE12 (15 Wo.)DE | AT8 (8 Wo.)AT | CH6 (11 Wo.)CH | UK3 Gold · (15 Wo.)UK | US19 Gold · (21 Wo.)US | Erstveröffentlichung: 15. März 1988 Produzenten: Steve Lillywhite, Talking Heads                |

grau schraffiert: keine Chartdaten aus diesem Jahr verfügbar